# Каде де Гассикур, Луи Клод
Луи Клод Каде́ де Гассику́р (фр. Louis Claude Cadet de Gassicourt; 24 июля 1731 года, Париж — 17 октября 1799 года, там же) — французский химик-фармаколог; старший брат химика Каде де Во (1743—1828); отец наполеоновского фармацевта Шарля Луи Каде де Гассикур (1769—1821).

## Биография
С 1766 года член французской академии наук; много занимался анализом подделки вин и табака.

## Труды
- «Analyse chinique des eaux minerales de Passy» (Париж, 1757),
- «Observations sur la préparation de l'éther sulfurique» (П., 1775).